# Dunama Dibbalemi
Dunama Dibbalemi, de la dinastía Sefuwa, fue el mai (rey) del Imperio Kanem-Bornu, en el actual Chad, entre 1203-1243.
Siendo un ferviente musulmán, Dibbalemi inició intercambios diplomáticos con sultanes en África del Norte y estaba aparentemente dispuesto en establecer un albergue especial en El Cairo para facilitar la peregrinación a La Meca. En particular, el historiador Ibn Jaldún, que lo recuerda como "Rey de Kanem y Señor de Bornu", informa que una embajada de Kanem fue a Túnez en 1257. Durante su reinado, él declaró la yihad contra las tribus circundantes e inició un largo periodo de conquista, llegando a tener bajo su mando una fuerte caballería de 40.000 jinetes. Después de consolidar su territorio alrededor del Lago Chad, la región de Fezzan (en la actual Libia) cayó bajo la autoridad de Kanem, y la influencia del imperio se extendió hacia el oeste a Kano (en la actual Nigeria), hacia el este hasta Uadai, y hacia el sur de las praderas de Adamawa (en la actual Camerún). A través de sus guerras capturó muchos esclavos que él vendió a los comerciantes del norte de África como el elemento principal del comercio a través del Sahara.
También se le atribuye la destrucción del mune, un misterioso objeto que creen que supuestamente poseía poderes desconocidos, posiblemente, un símbolo de la realeza divina. Probablemente fue destruida para eliminar un importante símbolo de creencias pre-musulmanes, y para demostrar su determinación en contraste de lo que vio como la fe laxa de sus predecesores. La acción generó una cierta reprobación, ya que se informó que la destrucción del objeto abrió un período en donde los civiles se iban del reino.
Dibbalemi ideó un sistema para recompensar a los mandos militares, con autoridad sobre los pueblos conquistados. Este sistema, sin embargo, sirvió de tentación para los oficiales militares que querían pasar sus posiciones a sus hijos, transformando así a la fuerza militar de una basada en el rendimiento y la lealtad al mai a una basada en la nobleza hereditaria. Dibbalemi fue capaz de suprimir esta tendencia, pero esta estalló una guerra civil después de su muerte, lo que provocó la pérdida de la mayor parte de las conquistas de Dibbalemi.